# Paul Scharner
Paul Josef Herbert Scharner, född 11 mars 1980 i Scheibbs, Österrike, är en österrikisk före detta fotbollsspelare. Han har spelat 40 landskamper för det österrikiska landslaget.